# Резолюция 232 на Съвета за сигурност на ООН
Резолюция 232 на Съвета за сигурност на ООН е приета на 16 декември 1966 г. по повод положението в Южна Родезия след обявената от непризнатото ѝ правителство едностранна декларация за независимост на колонията от Обединеното кралство Великобритания и Северна Ирландия.
Като припомня своите резолюции 216 и 217 от 1965 г. и в частност призива си към всички държави за прекратяване на икономическите отношения с расисткото правителство на малцинството в Южна Родезия и като дава израз на безпокойството си от факта, че мерките, предприети от Съвета и администриращите власти, не са успели да сложат край на въстанието в Южна Родезия, с Резолюция 232 Съветът за сигурност постановява всички държави членки на ООН, да преустановят вноса на своя територия на азбест, желязна руда, хром, чугун на блокове, захар, тютюн, мед, месо, месни продукти, необработени и обработени животински кожи, които произхождат от Южна Родезия и са изнесени от територията ѝ след датата на резолюцията, и да вземат мерки срещу всяка дейност на свои граждани, целяща да осъществи внос на тяхна територия на такива стоки от Южна Родезия. Резолюцията забранява доставките за Южна Родезия на оръжия, амуниции, снаряжения, бойна техника, техника за производство на оръжие и снаряжение, както и бойни моторни и въздушни превозни средства и части за тяхната поддръжка. Изключение Резолюция 232 прави за тези от изброените стоки, които се внасят съгласно договори, сключени преди датата на резолюцията.
Резолюция 232 е приета с мнозинство от 11 гласа, като представителите на България, Франция, Мали и Съветския съюз гласуват „въздържали се“.